# Nuoto ai Giochi della X Olimpiade - Staffetta 4x100 metri stile libero femminile
La competizione della staffetta 4x100 metri stile libero femminili di nuoto dei Giochi della X Olimpiade si è svolta il giorno 12 agosto 1932 al Los Angeles Swimming Stadium.

## Risultati

### Finale
| Pos.    | Nazione       | Atleti                                                     | Tempo  |
| ------- | ------------- | ---------------------------------------------------------- | ------ |
| Oro     | Stati Uniti   | Josephine McKim Helen Johns Eleanor Garatti Helene Madison | 4'38"0 |
| Argento | Paesi Bassi   | Rie Vierdag Puck Oversloot Corrie Laddé Willy den Ouden    | 4'47"5 |
| Bronzo  | Gran Bretagna | Valerie Davies Helen Varcoe Joyce Cooper Edna Hughes       | 4'52"4 |
| 4       | Canada        | Irene Pirie Irene Mullen Ruth Kerr Betty Edwards           | 5'05"7 |
| 5       | Giappone      | Kazue Kojima Hatsuko Morioka Misao Yokota Yukie Arata      | 5'06"7 |